# J-Popcon
J-Popcon è il principale festival su fumetto, animazione e cultura giapponese che si tiene in Danimarca. L'evento è organizzato annualmente presso il DGI-byen di Copenaghen, ed ospita le selezioni nazionale per la gara internazionale di cosplay World Cosplay Summit di Nagoya, e per quelle dell'ECG di Parigi.

## Edizioni
| Date                       | Location           | Città      | Visitatori | Ospiti                                                                                           |
| -------------------------- | ------------------ | ---------- | ---------- | ------------------------------------------------------------------------------------------------ |
| 20-22 ottobre 2000         | Valby Medborgerhus | Copenaghen | 200        |                                                                                                  |
| 22 ottobre-2 novembre 2003 | Valby Medborgerhus | Copenaghen |            |                                                                                                  |
| 5-7 novembre 2004          | Valby Medborgerhus | Copenaghen |            |                                                                                                  |
| 4-6 novembre 2005          | Valby Medborgerhus | Copenaghen |            | Junko Mizuno                                                                                     |
| 3-5 novembre 2006          | Valby Medborgerhus | Copenaghen |            | Kazuki Takahashi                                                                                 |
| 2-4 novembre 2007          | Valby Medborgerhus | Copenaghen |            | Yoshiyuki Sadamoto, Hiroyuki Yamaga, Michihiko Suwa e Nimura - giudici del World Cosplay Summit  |
| 7-9 novembre 2008          | Valby Medborgerhus | Copenaghen |            | Kenjiro Morimoto                                                                                 |
| 6-8 novembre 2009          | Valby Medborgerhus | Copenaghen |            |                                                                                                  |
| 12-14 novembre 2010        | DGI-byen           | Copenaghen | 2,200      | Cécile Auclair, Eva Alaime, Haruko Momoi, Iris Rönkkö, Katharina O.,Laura Salviani, Vic Mignogna |
| 11-13 novembre 2011        | DGI-byen           | Copenaghen | 2,390      | Yamazaki Urita                                                                                   |
| febbraio 2013              | DGI-byen           | Copenaghen |            |                                                                                                  |